# Harald Lindow
Harald Lindow (11. června 1886, Sønder Broby Sogn – 1972) byl dánský právník a poslední inspektor severního Grónska.

## Život
Harald Lindow byl synem Ivara Petersena a Idy Lindowové. Harald Lindow studoval práva v pětiletém soukromém kurzu až do roku 1910. Poté se stal asistentem v kanceláři univerzitního kvestora. V následujícím roce se stal asistentem inspektora Severního Grónska. V roce 1912 byl zmocněncem Královské grónské obchodní společnosti. Nakonec byl v roce 1913 jmenován posledním inspektorem Severního Grónska, než byl v roce 1924 nahrazen guvernérem. V letech 1920 až 1921 byl také komisařem.

## Rodina
19. srpna 1913 se oženil s Herdis Torkildsdatter Winther (1893–?), dcerou Torkilda Kristiana Winthera a Dagmar Vedel. Měli spolu děti:
- Rigmor Emilie Lindow rozená Wamberg (31. července 1915, Qeqertarsuaq – 9. listopadu 1994, Kværndrup Sogn)[4][5]
- Helge Lindow (9. září 1920, Frederiksberg – 31. ledna 1926, Korsør)[6]